# امیر شمسایی
امیر شمسایی (زاده ۱ فروردین ۱۳۴۵) بازیکن سابق و مربی فوتسال اهل ایران است.
امیر شمسایی که جزو اولین بازیکنان حرفه‌ای فوتسال در دوره جدید فوتسال ایران بعد از جام جهانی۱۹۹۲ بوده‌است برادر بزرگ‌تر وحید شمسایی است که نقش بسیار زیادی در حضور وحید شمسایی در ورزش فوتسال دارد.
او یک فرد معتقد دینی و مذهبی است و باعث معرفی بازیکنان بزرگی به جامعه فوتسال کشور شده‌است. او اکنون سرمربیگری تیم بانک پاسارگاد را بر عهده دارد که در لیگ بانک‌های خصوصی و موسسات اعتباری فعالیت دارد.
شمسایی در دوران بازی در تیم‌هایی چون انتظام تهران، استقلال تهران، پیمان تهران، راه‌آهن تهران و .. بازی کرده‌است.
شمسایی در دروان مربیگری نیز در تیم‌هایی چون باشگاه فوتسال شن‌سا ساوه، باشگاه فوتسال کیش ایر قم، باشگاه فوتسال صبای قم، فولاد ماهان اصفهان، دبیری تبریز به عنوان سرمربی یا مدیر فنی فعالیت داشته‌است.
وی در لیگ برتر سال ۹۲ فوتسال ایران توانست به عنوان مدیر فنی در تیم دبیری تبریز به عنوان قهرمانی لیگ برتر فوتسال ایران دست یابد.
شمسایی به عنوان سرمربی تیم بانک پاسارگاد، توانست به همراه وحید شمسایی به سومین قهرمانی پیاپی در لیگ برتر فوتسال ایران دست یابد.
امیر شمسایی یک الگوی اخلاقی و فنی برای جوانان فعال در این رشته محسوب می‌شود.
امیر شمسایی هم اکنون سرمربی تیم فوتسال پاس تهران است 